# Group Sex
Group Sex è l'album d'esordio dei Circle Jerks, pubblicato nel 1980.
L'album è considerato il miglior lavoro della band, oltre che un punto di riferimento per l'intero genere hardcore punk.

## Tracce
1. Deny Everything (Keith Morris, Roger Rogerson) – 0:28
2. I Just Want Some Skank (Circle Jerks) – 1:10
3. Beverly Hills (Morris, Rogerson) – 1:06
4. Operation (Lucky Lehrer, Rogerson) – 1:30
5. Back Against the Wall (Circle Jerks) – 1:35
6. Wasted (Morris, Greg Hetson) – 0:43
7. Behind the Door (Circle Jerks) – 1:26
8. World Up My Ass (Rogerson, Morris) – 1:17
9. Paid Vacation (Circle Jerks) – 1:29
10. Don't Care (Morris, Brian Migdol, Greg Ginn) – 0:36
11. Live Fast, Die Young (Morris, Hetson) – 1:33
12. What's Your Problem (Morris, Rogerson) – 0:57
13. Group Sex (Jeffrey Lee Pierce, Circle Jerks) – 1:04
14. Red Tape (Morris, Hetson) – 0:57

## Formazione
- Keith Morris - voce
- Greg Hetson - chitarra
- Roger Rogerson - basso
- Lucky Lehrer - batteria